# دارا ماكلين
دارا ماكلين (بالإنجليزية: Dara Maclean)‏ هي مغنية مؤلفة وملحنة أمريكية، ولدت في 19 مايو 1986 في ميامي في الولايات المتحدة.

## وصلات خارجية
- الموقع الرسمي
- دارا ماكلين على موقع ميوزك برينز (الإنجليزية)
- دارا ماكلين على موقع ميوزك برينز (الإنجليزية)
- دارا ماكلين على موقع ديسكوغز (الإنجليزية)